# Ficus rubrosyce
Ficus rubrosyce är en mullbärsväxtart som beskrevs av C. C. Berg. Ficus rubrosyce ingår i släktet fikonsläktet, och familjen mullbärsväxter. Inga underarter finns listade i Catalogue of Life.